# Barry Andrews

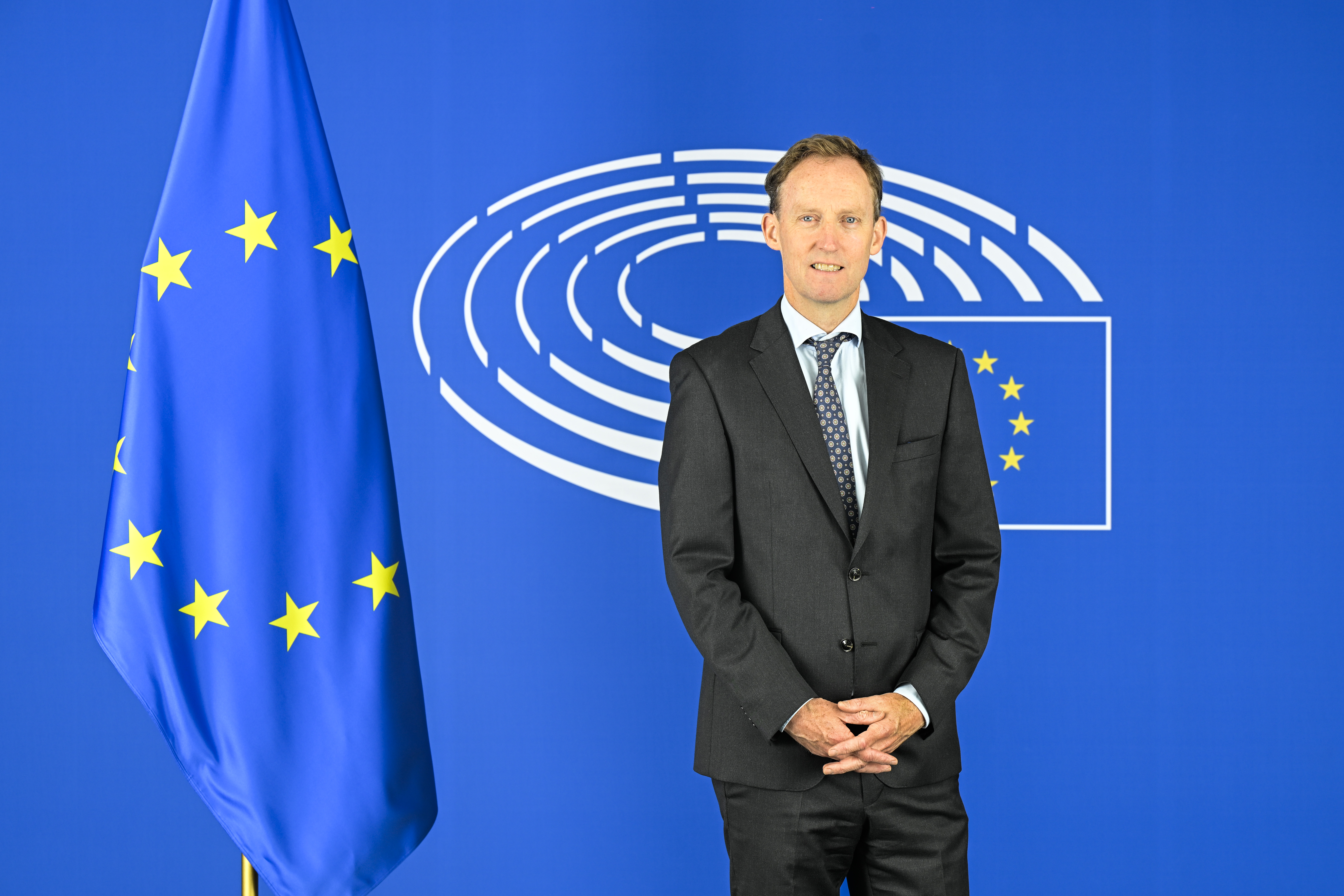
Barry Andrews (2024)

Barry Andrews (* 16. Mai 1967) ist ein irischer Politiker, der als Mitglied des Europäischen Parlaments (MdEP) den Wahlkreis Dublin vertritt.
Er ist Mitglied von Fianna Fáil, Teil von Renew Europe. Zuvor war er von 2008 bis 2011 Staatsminister für Kinder. Von 2002 bis 2011 war er Teachta Dála (TD) für den Wahlkreis Dún Laoghaire. Die Familie Andrews hat eine lange Verbindung zu Fianna Fáil. Vor seinem Eintritt ins politische Leben war Andrews Sekundarschullehrer. Er war seit 2017 Generaldirektor des in Dublin ansässigen Institute of International and European Affairs (IIEA), einer teilweise vom irischen Staat finanzierten EU-Denkfabrik. Von 2012 bis 2016 war er CEO von GOAL Er kündigte im Oktober 2016 seinen Rücktritt an, um einen „Neuanfang in Bezug auf die Führung“ zu ermöglichen, nachdem im März 2016 ein Betrug in der Wohltätigkeitsorganisation aufgedeckt worden war.

## Frühe Karriere und Privatleben
Er wurde in Dublin geboren und erhielt seine Ausbildung am Blackrock College und University College Dublin (UCD), wo er 1988 einen Bachelor of Arts in Englisch und Philosophie und 1990 einen Master of Arts in Modern History erhielt. Von 1991 bis 1997 arbeitete er als Sekundarschullehrer in Dublin und arbeitete am Ballyfermot Senior College, der Sutton Park School und dem Bruce College. Als Gymnasiallehrer studierte er Rechtswissenschaften an den King’s Inns und erwarb 1997 den Abschluss als Rechtsanwalt. Sein Bruder David McSavage ist Komiker und sein Cousin ersten Grades ist der RTÉ-Fernseh- und Radiomoderator Ryan Tubridy.

## Politische Karriere
ins Dáil Éireann gewählt. Andrews stammt aus einer Familie mit starken politischen Verbindungen. Sein Großvater Todd Andrews kämpfte im Unabhängigkeitskrieg und wurde Gründungsmitglied von Fianna Fáil, und seine Großmutter Mary Coyle war Mitglied von Cumann na mBan. Andrews Vater, David Andrews, diente von 1965 bis 2002 als TD und ist ehemaliger Außenminister, während sein Onkel Niall Andrews ein ehemaliger Fianna Fáil TD und MEP war und sein Cousin Chris Andrews (Sohn von Niall Andrews) war ein Sinn Féin TD seit 2020 (zuvor war er von 2007 bis 2011 als Fianna Fáil TD tätig). Im April 2018 wurde Andrews als „Teil des Königshauses von Fianna Fáil“ beschrieben. Im Juni 2006 führte Andrews eine Gruppe von Hinterbänklern von Fianna Fáil bei einem erfolglosen Versuch an, einen Hinterbänkler-Ausschuss einzurichten, um die Regierungspolitik zu beeinflussen. Bei den Parlamentswahlen 2007 behielt Andrews seinen Sitz in Dún Laoghaire mit 8.587 Stimmen. Bei der Europawahl 2024 wurde er ins Europäische Parlament gewählt. Dort ist er Vorsitzender des Entwicklungsausschusses, folglich Mitglied in der Konferenz der Ausschussvorsitze, Mitglied im Ausschuss für Industrie, Forschung und Energie sowie stellvertretendes Mitglied im Unterausschuss Menschenrechte. Er ist zudem stellvertretender Vorsitzender der Delegation für die Beziehungen zu Palästina und Mitglied der Delegation in der Parlamentarischen Partnerschaftsversammlung EU-Vereinigtes Königreich.

## Unpolitische Karriere
Im November 2012 wurde Andrews zum Vorstandsvorsitzenden der irischen Hilfsorganisation GOAL ernannt und ersetzte den pensionierten Gründer John O’Shea. Im Oktober 2016 trat Andrews von GOAL zurück, nachdem bekannt wurde, dass andere Führungskräfte von Goal in „groß angelegten Betrug“ verwickelt waren, obwohl es keinen Hinweis darauf gab, dass er selbst in den Skandal verwickelt war. Im Oktober 2017 kündigte der neue CEO von GOAL aufgrund des Betrugs ein Defizit von 31,6 Millionen Euro an, sagte jedoch, dass es nach „einem der schwierigsten Jahre“ in seiner 40-jährigen Geschichte überleben würde. Im März 2017 wurde Andrews zum Generaldirektor der vom irischen Staat unterstützten EU-Denkfabrik und Interessenvertretung, dem Institute of International and European Affairs (IIEA), ernannt, zusammen mit dem Vorsitzenden der IIEA, dem ehemaligen Vorsitzenden der Labour Party, Ruairi Quinn, der Andrews mit den „politischen und administrativen Fähigkeiten“ beschrieb, die für die IIEA von Wert sind.